# Pimpla maculiscaposa
Pimpla maculiscaposa är en stekelart som beskrevs av André Seyrig 1932. Pimpla maculiscaposa ingår i släktet Pimpla och familjen brokparasitsteklar. Inga underarter finns listade i Catalogue of Life.